# Pierre Louis de Lacretelle
Pierre Louis de Lacretelle, detto l'Ainé (Metz, 9 ottobre 1751 – Parigi, 5 settembre 1824), è stato un giurista francese.
Avvocato di successo, pubblicò qualche saggio giuridico (Mélanges de jurisprudence et de philosophie, 1799) e collaborò alla redazione del Répertoire de jurisprudence di G. Guyot. Nel 1781 ottenne la notorierà con il suo Eloge de Montausier e si legò agli enciclopedisti, respingendone però la tendenza antireligiosa.
Il Discours sur le préjugé des peines infamantes gli valse il premio dell'Académie française nella quale entrò a far parte nel 1803. Nel 1791 venne eletto deputato all'Assemblea legislativa e si schierò con i monarchici costituzionali. Durante il Direttorio restò indipendente e sotto la Restaurazione passò nelle file della opposizione liberale.